# Sukarame (Talang Padang)
Sukarame is een bestuurslaag in het regentschap Tanggamus van de provincie Lampung, Indonesië. Sukarame telt 3690 inwoners (volkstelling 2010).